# Bitwa pod Loudoun Hill
Bitwa pod Loundoun Hill – starcie zbrojne, które miało miejsce 10 maja 1307 pod Loudoun Hill w Ayrshire między Szkotami dowodzonymi przez króla Roberta Bruce'a a Anglikami dowodzonymi przez Aymera de Valence'a, hrabiego Pembroke. Ok. 600 Szkotów pokonało wówczas ok. 3 000 Anglików, zadając im straty w wysokości co najmniej stu zabitych.